# Joseph Mauclair
Pour les articles homonymes, voir Mauclair.
Joseph Mauclair est un coureur cycliste français, né le 9 mars 1906 à Pleurs (Marne) et mort le 5 février 1990 à Créteil, sociétaire de l'Union Vélocipédique de Reims, professionnel de 1927 à 1938.

## Biographie
En 1931, il apparait dans on propre rôle dans le film Hardi les gars ! réalisé par Maurice Champreux,.

## Palmarès
- 1926
  - Finale des Étoiles de France cyclistes[4]
  - 2e du Grand Prix Vernant, (130 km)
- 1927
  - Paris-Épernay
  - 3e de Paris-Arras
- 1928
  - 17e étape du Tour de France
  - Critérium des Aiglons
  - 2e de Paris-Bourganeuf
  - 3e de Paris-Caen
- 1929
  - Tour de Haute-Savoie
  - 2e de Bruxelles-Paris
  - 2e du Circuit du Jura
  - 3e de Paris-Épernay
  - 10e du Tour de Catalogne
- 1930
  - Sydney-Melbourne :
    - Classement général
    - 5e étape

  - 1re étape du Tour de Tasmanie
  - 2e du Tour de Tasmanie
  - 2e de Paris-Nancy
- 1931
  - 4e étape du Tour d'Allemagne
  - 2e de Marseille-Lyon
- 1933
  - Nice-Toulon-Nice :
    - Classement général
    - 1re et 2e étapes

  - Paris-Belfort
  - 3e de Paris-Caen
- 1935
  - Paris-Sedan
  - 2e du Grand Prix d'Issoire
- 1936
  - Paris-Strasbourg
  - Paris-Belfort
  - 3e du Circuit du Jura
- 1937
  - Paris-Nantes
- 1948
  - 9e de Paris-Brest-Paris[5]

## Résultats sur le Tour de France
5 participations
- 1928 : 11e, vainqueur de la 17e étape
- 1930 : abandon
- 1931 : 27e
- 1932 : abandon
- 1935 : 19e